# コプルト
株式会社コプルト（Coprte inc.）は、日本の芸能事務所。

## 概要
プロコスプレイヤーである火将ロシエルが設立（2021年に代表権を降り、タレントとして所属）。企業のコンテンツPR活動を軸に、秋葉原に本店を置く芸能事務所。自社プロデュースのメイドカフェ『猫耳メイド屋』の運営、コスプレイヤーを中心とした番組の制作なども行う。このため所属者はコスプレイヤー及びその出身者が多い傾向にある。
2021年にアートインフルエンサーレーベルのMETEORA st.と業務提携を結ぶ。

## 沿革
2016年6月設立。

## 所属人物
原則あいうえお順
- 火将ロシエル（業務提携：株式会社ジャストプロ）
- 咲田ゆな（業務提携：株式会社ジャストプロ）
- 西山野園美（業務提携：株式会社ジャストプロ）
- 立川みくの（業務提携：METEORA st.）
- 宮崎あみさ（業務提携：株式会社ジャストプロ）
- pretty noob（火将ロシエル、RaMu）

### 旧所属
- 蒼猫いな
- 赤羽もも
- 阿部かれん
- くりえみ（業務提携：株式会社TWIN PLANET）
- くろねこ
- 橘舞（業務提携：株式会社ジャストプロ）
- 西山乃利子
- 山田かな（業務提携：株式会社ジャストプロ）
- Raia（業務提携：株式会社ジャストプロ）
- ひなた陽
- ひのきお（業務提携）
- 立花ことり（業務提携）
- 環やね（業務提携）
- 瀧澤彩夏（SharLie）
- 楠茉夏（SharLie）
- 斉藤聖奈（SharLie）
- 美凪（SharLie）
- 佐藤陽奈（SharLie）
- 有桜まれい（SharLie）
- 夢野そら（SharLie）